# سیارک ۲۲۹۴۰
سیارک ۲۲۹۴۰ (به انگلیسی: 22940 Chyan، نامگذاری:1999TF178) بیست و دو هزار و نهصد و چهلمین سیارک کشف شده‌است که در ۱۰ اکتبر ۱۹۹۹ کشف شد.
قدر مطلق سیارک برابر ۱۲.۹ است.